# Patch Adams
Hunter Doherty "Patch" Adams, mayormente conocido como el médico de la risoterapia (Washington D. C., Estados Unidos; 28 de mayo de 1945), es un médico estadounidense, activista social, diplomático y escritor. Fundó el Instituto Gesundheit! en 1972. Cada año organiza un grupo de voluntarios de todo el mundo para viajar a distintos países, vestidos de payasos, en un esfuerzo por llevar el humor a los huérfanos, pacientes y otras personas. 
A partir de abril del año 2015, forma parte del Green Shadow Cabinet de los Estados Unidos como Secretario de Salud para la Salud Holística.
En su vida se inspiró la película Patch Adams (1998), en la cual el actor Robin Williams interpretó el papel de Patch Adams.
Adams promovió medios alternativos de sanación para enfermos en colaboración con el instituto. Fue el inventor de la risoterapia con fines médicos y terapéuticos, además de ser responsable de la inclusión de la misma en la medicina moderna.

## Biografía
Adams fue el hijo más pequeño de sus padres. Su abuelo materno, Thomas Lomax Hunter, fue un poeta laureado de Virginia. Su padre, un oficial del ejército de Estados Unidos, había luchado en Corea, y murió mientras se encontraba en Alemania, cuando Adams era un adolescente. Después de su muerte, regresó a Estados Unidos con su madre y hermano. Ha declarado que a su regreso se encontró con la injusticia institucional que lo convirtió en un blanco para los abusadores en la escuela. Como resultado, era infeliz y esto lo llevó a ser una persona con tendencias suicidas. Después de haber sido hospitalizado tres veces en un año por querer terminar con su vida, decidió que no se mataría a sí mismo.
En 1963, la madre de Patch le llevó a un hospital psiquiátrico, allí se encontró en la misma habitación con Rudy, un hombre que sufría alucinaciones, le tenía miedo a las ardillas, al cuco, era alérgico al pasto y le gustaba comer papel higiénico. En lugar de ignorarle, o gritarle para que se callara, Patch decidió jugar con Rudy y pasarlo bien, ayudándole a superar su miedo.
Patch descubrió que así era muy fácil relacionarse con cualquiera. Poco después se fue del hospital y se matriculó en el colegio Médico de Virginia. Muchas noches solía pasar su tiempo entre barrotes, averiguando por qué la gente estaba encarcelada. Y así se convirtió también en un manifestante político y en un objetor de conciencia contra la guerra de Vietnam. A finales de la década de 1960 uno de sus amigos más cercanos (un hombre, no una mujer como se representa en la película) fue asesinado. Hoy sigue siendo un activista social.
Después de graduarse en 1963 de la Escuela Secundaria Wakefield, Adams completó los cursos de pre-medicina en la Universidad George Washington. Comenzó la escuela de medicina sin un título universitario, y obtuvo su título de Doctor en Medicina en la Universidad de Virginia Commonwealth (Colegio Médico de Virginia) en 1971.
En su época de estudiante de medicina, Patch empezó a soñar con un lugar donde los pacientes pudiesen ir a curarse sin tener que pagar, un lugar amistoso, alegre, donde nadie temiese estar, no como en los hospitales, que asustan a muchas personas. Patch estudió medicina para usarla como herramienta de cambio social. 
Adams es un médico diferente. No solo es payaso sino también cree que «curar puede ser un intercambio de amor y no una transacción económica». Estaba convencido de que la salud de una persona no se puede separar de la salud de la familia, de la comunidad y del mundo. Y, como consecuencia de esas creencias, Patch Adams y unos amigos fundaron el Gesundheit! Institute, que funcionó como un hospital de comunidad durante 12 años. Más tarde, tuvo dos hijos: el mayor se llama Atomic Zagnut, que nació en 1975, y Lars Zig, que nació en 1989.[cita requerida]

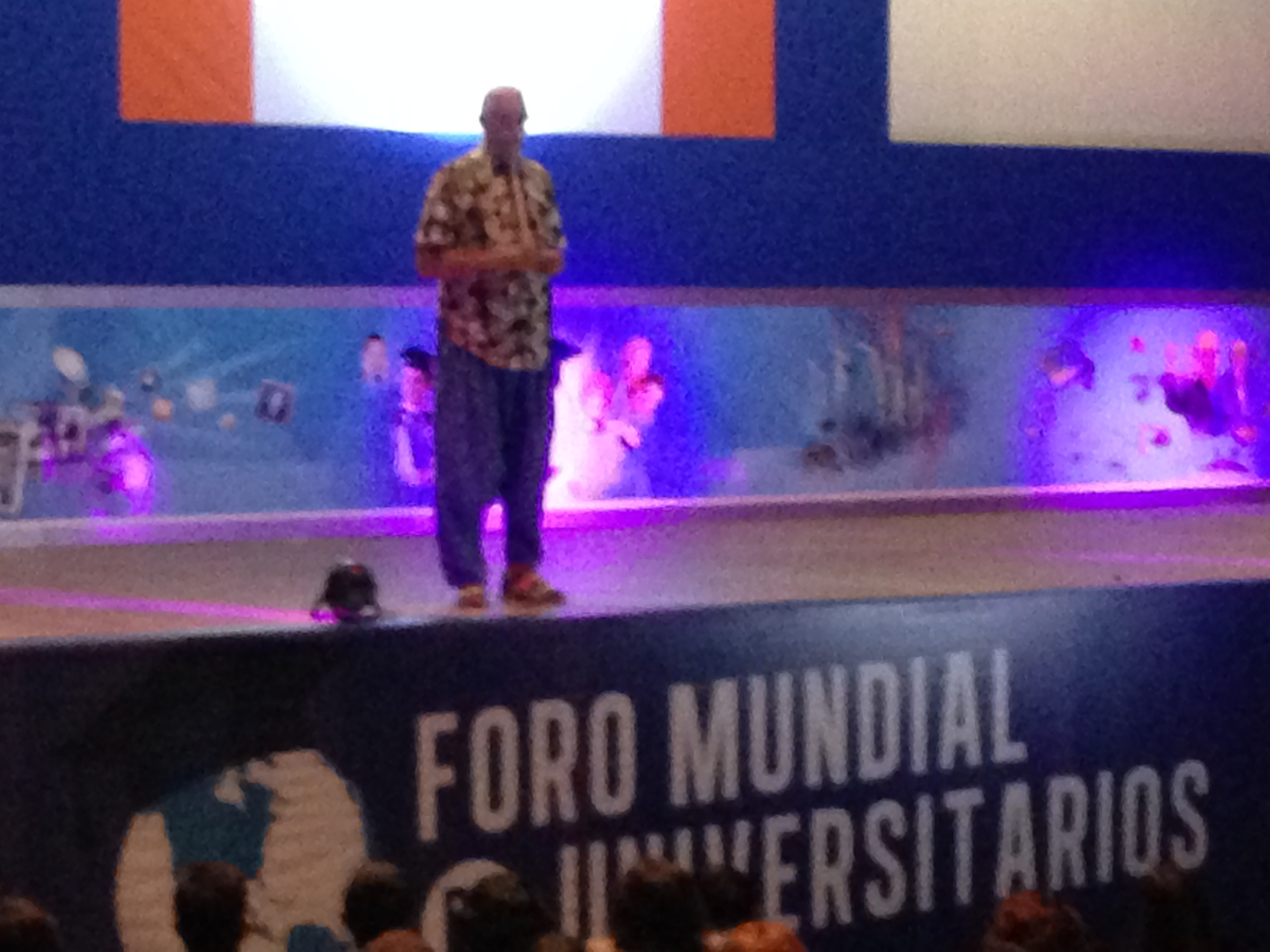
Patch Adams en el Foro Mundial de Universitarios

Hoy, Patch Adams recoge donativos para el Gesundheit! Se ha convertido en un conferencista muy solicitado, y todo el dinero que consigue por las conferencias (unos 11 000 euros por conferencia), se invierte en Gesundheit! A cambio, Gesundheit! le paga un sueldo de unos 45 000 euros al año.[cita requerida]

## Viajes
Cada año, acompañado por un grupo de voluntarios de todo el mundo, viajaba a Rusia, para llevar esperanza y diversión a los huérfanos, pacientes y a toda la gente en general. En 1998, también visitó Bosnia-Herzegovina, uno de los países balcánicos envuelto en un conflicto bélico.
Desde 2003, Patch visita Perú una vez al año y ha formado una alianza estratégica con varias instituciones para realizar proyectos de ayuda social en el interior del país y específicamente en Belén, ciudad de Iquitos. En 2005, visitó el Hospital Garrahan de Buenos Aires, Argentina, varios hogares infantiles del partido de General San Martín (Buenos Aires) y el Hospital Pereira Rossell de Montevideo, Uruguay. 
En 2004, participó en el "Congreso Mundial de Estudiantes de Medicina" en Ixtapa Zihuatanejo, México y en 2007 regresó a tierras mexicanas y estuvo en Cancún, Quintana Roo. Fue conferenciante especial durante un congreso para estudiantes Salud Global 2010 en Monterrey. Anualmente desde 2007 visita Cancún México participando como conferencista principal en el Congreso Mundial de Estudiantes de Medicina organizado por la Foro Mundial de Universitarios, donde miles de estudiantes de todo el mundo se reúnen para escuchar sus aclamadas conferencias.
En 2007, también se presentó en Quito y Cuenca, Ecuador, donde asistió al instituto del cáncer Sociedad de Lucha Contra el Cáncer (SOLCA); visitó Perú con el Dr. Joe Pérez y la Dra. Evelyn Gamarra; Chile, donde ha dado conferencias en algunas universidades y Guatemala, donde ofreció una conferencia para jóvenes universitarios y público en general.
Desde 2010 reanuda sus visitas a Ecuador y regresa una vez al año. llegando a varios hospitales de la capital, la cárcel de mujeres y algunas visitas a Otavalo.En enero del 2013 llegó junto a 20 personas de Estados Unidos, Canadá, Australia y México visitaron al hospital de niños Baca Ortiz, en el centro norte de Quito En los últimos años fue recibido en la Vicepresidencia por Lenin Moreno, exvicepresidente del Ecuador.
El año 2011 viaja a Bolivia y en la ciudad de La Paz es declarado "Huésped Distinguido" de la ciudad por el alcalde Luis Revilla y el acto se realiza en el Palacio Consistorial.
El 11 de octubre de 2013, dio una conferencia titulada "El poder de la Sonrisa" en el Congreso Internacional de Imagen Pública. El 6 de noviembre de 2013, estuvo presente en el II congreso Latinoamericano de Medicina Integrativa realizado en el colegio Médico del Perú.
El 28 de agosto de 2014 se presenta ante el público en general en San Salvador, El Salvador con la conferencia/taller: “¿Cuál es tu estrategia de amor? El encuentro fue realizado en el anfiteatro del Centro Internacional de Ferias y Convenciones (CIFCO).
En enero del 2015 regresó a México para impartir una conferencia en el segundo Encuentro Juvenil Internacional 'Todo Es Posible' realizado en la ciudad de Santiago de Querétaro. En septiembre del 2015 llegó a la ciudad de Tuxtla Gutiérrez, Chiapas en el marco del "Simposio de Actualizaciones Pediátricas" realizado por alumnos de la generación 73 de la Facultad de Medicina Humana "Dr. Manuel Velasco Suárez"
En el 2017 reanudó a Ecuador visitando la Pontificia Universidad Católica del Ecuador (PUCE).

## Opiniones
En Lima, Perú, dictó, el 2 de agosto de 2010, un breve curso internacional denominado “Amor en la atención de la salud: Al paciente con cariño”. En él expresa su opinión sobre la necesidad de amor y compasión en la atención de la salud:

Ninguna escuela enseña que el amor es lo más importante en la vida y ninguna universidad enseña que la compasión es lo fundamental, por lo que aspiro a desarrollar una currícula médica que tenga entre sus prioridades la enseñanza de la compasión.
Patch Adams.

En relación con otros temas, se manifestó a favor del socialismo tal y como lo vio Albert Einstein. Se mostró muy crítico con la administración de Bush, a cuyo presidente y vicepresidente calificó de genocidas.

## Obras
- Adams, Patch; Maureen Mylander (1998). Gesundheit! : bringing good health to you, the medical system, and society through physician service, complementary therapies, humor, and joy (en inglés estadounidense). Rochester, Vermont: Healing Arts Press. ISBN 089281781X. Consultado el 16 de diciembre de 2008.
- Adams, Patch; Maureen Mylander (1993). Gesundheit! : bringing good health to you, the medical system, and society through physician service, complementary therapies, humor, and joy (en inglés estadounidense). Rochester, Vermont: Healing Arts Press. ISBN 089281442X. Consultado el 16 de diciembre de 2008.
- Adams, Patch; Maureen Mylander (1998). Gesundheit! [sound recording] (en inglés estadounidense). Los Ángeles, California: NewStar Media. ISBN 0787118281. Consultado el 16 de diciembre de 2008.
- Adams, Patch (1998). House calls (en inglés estadounidense). cartoons by Jerry Van Amerongen. San Francisco: Robert D. Reed Publishers. ISBN 1885003188. Consultado el 16 de diciembre de 2008.
- Bourque, Judith (1999). The real Patch Adams (videorecording) / a film by Judith Bourque (en inglés estadounidense). Oley, Berks, Pensilvania: Bullfrog Films. ISBN 1560298111. Consultado el 16 de diciembre de 2008.
- It’s up to us (en inglés estadounidense). foreword by Patch Adams. Langley, Island, Washington: Giraffe Project. 1999. ISBN 189380500X. Consultado el 16 de diciembre de 2008.

## Premios y reconocimientos
- Distinción Personas y Desarrollo conferida en el marco del Congreso Percade 2005 en Chile.
- Nombrado Profesor Visitante de la Universidad Peruana Cayetano Heredia en 2010 en Perú, por sus valiosos aportes a favor de pacientes y poblaciones vulnerables a nivel mundial.

## Adaptaciones al cine
| Año  | Película    | Director    | Actor          |
| ---- | ----------- | ----------- | -------------- |
| 1998 | Patch Adams | Tom Shadyac | Robin Williams |